# Blutbürzelarassari
Der Blutbürzelarassari (Aulacorhynchus haematopygus) ist eine Vogelart aus der Familie der Tukane. Sie kommt ausschließlich im Norden Südamerikas vor. Es werden zwei Unterarten unterschieden. 
Die IUCN stuft den Blutbürzelarassari als nicht gefährdet (least concern) ein. Genaue Bestandszahlen liegen für diese Art aus der Gattung der Grünarassaris nicht vor, jedoch gilt sie noch als verhältnismäßig häufig.

## Taxonomie und Systematik
Der Blutbürzelarassari wurde ursprünglich als Art der Gattung Pteroglossus beschrieben.

### Unterarten
Es sind zwei Unterarten anerkannt:
- A. h. haematopygus Gould 1835 – Kommt in Kolumbien und im westlichen Venezuela vor.
- A. h. sexnotatus Gould 1865 – Ursprünglich als eigene Art beschrieben. Kommt im südwestlichen Kolumbien und im westlichen Ecuador vor.

## Erscheinungsbild

### Maße
Die Körperlänge adulter Blutbürzelarassaris beträgt 40 bis 45 Zentimeter. Die Männchen der Nominatform haben eine Flügellänge zwischen 12,9 und 14,4 Zentimeter, die Schwanzlänge beträgt zwischen 13,2 und 15,9 Zentimeter. Der Schnabel hat eine Länge von 8,1 bis 9,4 Zentimeter. Die Weibchen sind geringfügig kleiner als die Männchen. Der einzige auffallende Sexualdimorphismus ist jedoch der deutlich kleinere Schnabel. Bei den Weibchen der Nominatform beträgt die Schnabellänge 6,6 bis 7,7 Zentimeter.

### Gefieder und Schnabel
Adulte Blutbürzelarassaris haben ein tiefgrünes Gefieder. Die Körperoberseite ist in der Regel etwas dunkler und hat einen bronzefarbenen Schimmer, der Schwanz ist leicht bläulich, die vier mittleren Schwanzfedern weisen rotbraune Spitzen auf. Die Körperunterseite ist etwas heller grün. Der Rumpf ist leuchtend rot, die Federn der Oberschwanzdecke sind am Ende gelbgrünlich. Die Brustseiten sind blass- oder bei einzelnen Individuen dunkelblau. Kehle und Zügelstreif sind bläulichgrün. Die Flanken und die Unterschwanzdecken sind gelblichgrün. Der Schnabel ist im Verhältnis zur Körpergröße lang, der Unterschnabel ist leicht gebogen, der Oberschnabel stark gebogen. Er läuft am Ende spitz aus. Die Schnabelbasis ist weiß, der übrige Schnabel tiefrot bis rotbraun, lediglich der Schnabelrücken ist schwarz. Die Augen sind dunkelrot bis braun. Die Füße und Beine sind gelblichgrün oder graugrün.
Die Unterart Aulacorhynchus haematopygus sexnotatus ist im Vergleich zur Nominatform etwas kleiner und hat einen rötlicheren Schnabel. 
Jungvögel haben verglichen mit den adulten Blutbürzelarassaris ein matteres Gefieder. Ihr Kinn und ihre Kehle sind eher gräulich, die Farbe des Rumpfes ist anders als bei den adulten Vögeln eher orange als rot. Sie haben keine oder keine vollständig weiße Schnabelbasis.

### Verwechslungsmöglichkeiten

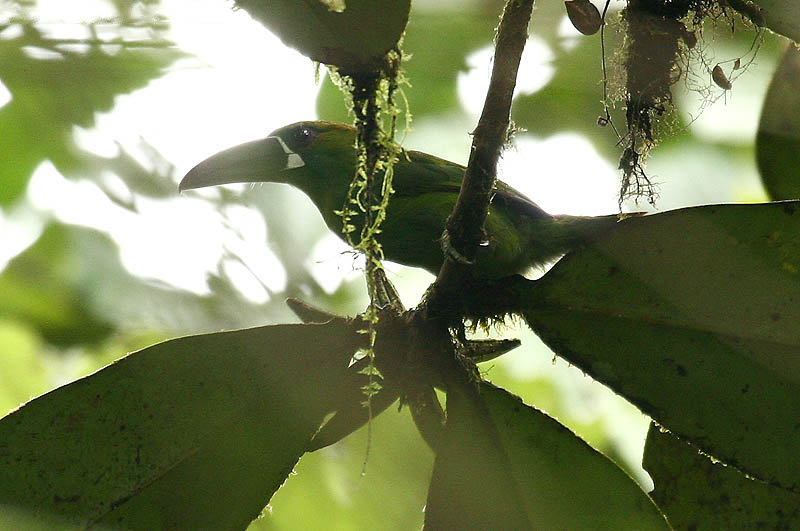
Die helle Schnabelbasis ist auch in freier Wildbahn eines der gut erkennbaren Merkmale des Blutbürzelarassaris

Von anderen Grünarassaris unterscheidet sich der Blutbürzelarassari durch seinen leuchtend roten Rumpf, allerdings ist dieser bei Feldbeobachtungen sehr häufig nicht zu sehen. Der Schnabel ist tiefrot mit einer weißen Schnabelbasis. Dadurch unterscheidet sich der Blutbürzelarassari von anderen Grünarassari-Arten, die auch in seinem Verbreitungsgebiet vorkommen. Alle diese Arten haben einen partiell gelb gefärbten Schnabel. Von diesen unterscheidet er sich außerdem durch die grüne Kehle, die in eine grün gefärbte Brust übergeht. Sympatrische Grünarassaris haben eine auffällig weiß, grau oder blaugrau gefärbte Kehle. Dies gilt auch für den etwa gleich großen Derby-Arassari. Das Verbreitungsgebiet der beiden Arten überlappt sich in den Ostanden im Süden Kolumbiens. Sowohl der Blauzügelarassari als auch der Laucharassari sind etwas kleiner als der Blutbürzelarassari und haben einen etwas kleineren Schnabel.

## Verbreitungsgebiet und Lebensraum

Das Verbreitungsgebiet des Blutbürzelarassaris in den nördlichen Anden

Der Blutbürzelarassari ist eine Vogelart der Bergwaldregionen des Nordens Südamerikas. Sein Verbreitungsgebiet erstreckt sich von den westlichen und mittleren Anden im Norden Kolumbiens und Venezuelas bis nach Südkolumbien und den Norden Ecuadors sowie in den Westen Ecuadors. Die Höhenverbreitung reicht von 300 bis 2200 Metern in Venezuela und Kolumbien. In Ecuador kommt er noch in Höhenlagen von 2750 Metern vor. Sein Lebensraum sind tropische und subtropische immergrüne Wälder. Zu seinem Lebensraum zählen auch die Nebelwälder der Anden. Gelegentlich erstreckt sich sein Lebensraum bis zum Übergang zu gemäßigten Wäldern. Er kommt in etwas geringeren Höhenlagen als der nahe verwandte Laucharassari vor, in mittleren Höhenlagen kommt es aber zu Überschneidungen in der Höhenverbreitung und hier teilt er häufig seinen Lebensraum mit dieser Art.
Er besiedelt Sekundärwald, an Wald angrenzende Dickichte und Hecken sowie einzeln stehende, fruchttragende Bäume in der Nähe von Wäldern. Er hält sich bevorzugt in den Baumwipfeln auf, wird jedoch gelegentlich auch in niedrigeren Dickichten beobachtet.

## Lebensweise
Blutbürzelarassaris werden einzeln, in Paaren sowie in kleinen Trupps mit bis zu sechs Individuen beobachtet. Zu den typischen Interaktionen innerhalb solcher Trupps zählt ein gegenseitiges Jagen. Dies ist besonders zu Beginn der Fortpflanzungszeit zu beobachten. Während der Nahrungssuche klettert er typischerweise zickzackförmig den Baum hinab. Der Flug wirkt langsamer als der von Schwarzarassaris. Er reagiert auf die Rufe sowohl von Grünarassaris, Schwarzarassaris als auch auf Rufe des Tukan-Bartvogels. Zum Aggressionsverhalten zählen starke Schwanzbewegungen, aber verhältnismäßig wenige Lautäußerungen. Zum Balzverhalten gehört außerdem ein gegenseitiges Füttern und eine gegenseitige Gefiederpflege.
Die Fortpflanzungszeit fällt bei der Nominatform in den Zeitraum März bis Mai und bei der Unterart A. h. sexnotatus in den Zeitraum Januar bis März. Blutbürzelarassaris brüten hauptsächlich in alten Spechthöhlen. Die Öffnungen werden von ihnen gelegentlich vergrößert. In Gefangenschaft gehaltene Blutbürzelarassaris legen bis zu vier weiße Eier. Die Brutzeit beträgt 16 bis 17 Tage. Der Legeabstand beträgt etwa einen Tag, mit der Brut beginnen sie vor der Ablage des letzten Eis. Beide Elternvögel sind an der Brut beteiligt, den größeren Anteil am Brutgeschäft hat jedoch der weibliche Elternvogel. Frisch geschlüpfte Nestlinge sind zunächst nackt und rosafarben. Sie sind lediglich oberhalb der noch geschlossenen Augen etwas bläulich. Beide Elternvögel füttern. Die Nahrung der Nestlinge besteht zunächst aus Insekten, Früchte und kleinen Vögeln. Der Kot wird von den Elternvögeln aus den Nisthöhlen entfernt. Die Jungvögel sind in einem Alter von etwa sieben Wochen flügge. Nach dem Ausfliegen kehren die Jungvögel noch eine Weile zur Bruthöhle zurück, um dort zu ruhen und die Elternvögel füttern ihren Nachwuchs über einen Zeitraum von mehreren Wochen nach dem Ausfliegen. Vermutlich bleiben die Jungvögel bis zur nächsten Fortpflanzungszeit in der Nähe der Elternvögel.

## Haltung
Wie nahezu alle Grünarassaris wird der Blutbürzelarassi selten in menschlicher Obhut gehalten. Zwischen 1982 und 1987 zogen weltweit nur vier Zoologische Gärten insgesamt 18 Jungtiere nach.

## Belege

### Einzelbelege
1. ↑  Factsheet auf BirdLife International
2. ↑  DOI – IOC World Bird List. Abgerufen am 1. Mai 2022 (amerikanisches Englisch).
3. ↑   Short et al., S. 336
4. ↑   Short et al., S. 335
5. ↑   Lantermann, S. 113
6. ↑   Short et al., S. 337
7. ↑   Short et al., S. 337
8. ↑   Short et al., S. 338
9. ↑   Short et al., S. 338
10. ↑   Lantermann, S. 114